# Udby (Vordingborg)
Udby is een plaats in de Deense regio Seeland, gemeente Vordingborg. De plaats telt 205 inwoners (2008). 
De in Denemarken befaamde theoloog en onderwijshervormer N.F.S. Grundtvig werd hier in 1783  geboren als zoon van de dominee aldaar.